# جو گاتو
جو گاتو (انگلیسی: Joe Gatto؛ زادهٔ ۵ ژوئن ۱۹۷۶) بازیگر تلویزیون، و بازیگر اهل ایالات متحده آمریکا است. وی از سال ۱۹۹۸ میلادی تاکنون مشغول فعالیت بوده است. او یکی از اعضای سابق گروه کمدی Tenderloins بوده است که شامل سل ولکانو، جیمز موری و برایان کوئین است. همراه با سایر اعضای این گروه، او در مجموعه تلویزیونی شوخی‌های غیرمعمول بازی کرده است که اولین بار در سال ۲۰۱۱ از شبکه TruTV پخش شد.